# Condado de Faribault
O Condado de Faribault é um dos 87 condados do estado americano do Minnesota. A sede do condado é Blue Earth, e sua maior cidade é Blue Earth.
O condado possui uma área de 1 869 km² (dos quais 21 km² estão cobertos por água), uma população de 16 181 habitantes, e uma densidade populacional de 9 hab/km² (segundo o censo nacional de 2000). O condado foi fundado em 1855.